# Conrad (Familienname)
Conrad ist ein Familienname. Zu Herkunft und Bedeutung siehe Conrad.

## Namensträger

### A
- Adalbert von Conrad (1848–1928), deutscher Verwaltungsbeamter, Rittergutsbesitzer und Parlamentarier
- Agnes Conrad (* 1997), deutsche Politikerin (Die Linke)
- Albert Conrad (Maler) (1837–1887), deutscher Maler und Bildhauer
- Albert Conrad (Fußballspieler) (1910–1985), deutscher Fußballspieler
- Alberto Conrad (1910–?), bolivianischer Schwimmer
- Alex Conrad (1900–1959), argentinischer Pianist und Musikpädagoge deutscher Herkunft
- Alexander Conrad (General) (1867–1926), sächsischer Generalmajor
- Alexander Conrad (* 1966), deutscher Fußballspieler
- Alfred von Conrad (1852–1914), deutscher Beamter und Politiker
- Alfred Conrad (1894–1980), deutscher Maler und Grafiker, tätig in Österreich
- Andreas von Conrad (1724–1780), ungarischer Mediziner
- Andreas Conrad (* um 1959), deutscher Opernsänger (Tenor)
- Andreas Conrad (Journalist), deutscher Journalist
- Anne Conrad (* 1959), deutsche katholische Theologin und Hochschullehrerin
- Armand Conrad (1922–2010), französischer Jazzmusiker
- Armin Conrad (* 1950), deutscher Journalist und Moderator
- Arthur Conrad (1910–1948), deutsches SS-Mitglied

### B
- Barnaby Conrad (1922–2013), US-amerikanischer Autor
- Bastian Conrad (* 1941), deutscher Neurologe
- Bernadette Conrad (* 1963), deutsche Journalistin und Schriftstellerin
- Bernd Conrad (* vor 1952), deutscher Ornithologe
- Bernhard Conrad (* 1981), deutscher Schauspieler und Sprecher
- Brian Conrad (* 1970), US-amerikanischer Mathematiker

### C
- Carl Eduard Conrad (1830–1906), siebenbürgisch-deutscher Politiker
- Carl Emanuel Conrad (1810–1873), deutscher Architekturmaler
- Carl Ernst Conrad (* 1818), deutscher Bildhauer
- Carolin Conrad (* 1976), deutsche Theaterschauspielerin
- Casper H. Conrad Jr. (1872–1954), US-amerikanischer Brigadegeneral
- Cecilia Conrad (* 1955), amerikanische Ökonomin
- Charles Magill Conrad (1804–1878), US-amerikanischer Politiker
- Chris Conrad (* 1970), US-amerikanischer Schauspieler
- Christian Conrad (Eishockeyspieler) (* 1931), Schweizer Eishockeyspieler
- Christian Conrad (Komponist) (1971–2019), deutscher Sounddesigner und Komponist
- Christian Conrad (Volkswirt) (* 1977), deutscher Volkswirt und Hochschullehrer
- Christiane Conrad (* 1949), deutsche Künstlerin der Konkreten Kunst
- Christoph Conrad (* 1956), deutscher Historiker
- Christopher Conrad (* 1974), deutscher Geograph und Hochschullehrer
- Christwart Conrad (* 1957), deutscher Spieleautor
- Clyde Lee Conrad (1947–1998), US-amerikanischer Spion
- Con Conrad (1891–1938), US-amerikanischer Liedkomponist und Produzent
- Conny Conrad (1958–2021), deutscher Komponist, Gitarrenvirtuose, Multiinstrumentalist, Texter und Musikproduzent
- Cornelia Conrad (* 1956), deutsche Politikerin (FDP)

### D
- David Conrad (* 1967), US-amerikanischer Schauspieler
- David Conrad (Kupferstecher) (1604–1681), kursächsischer Kupferstecher
- Didier Conrad (* 1959), französischer Comiczeichner
- Diethelm Conrad (1933–2011), deutscher evangelischer Theologe und Archäologe
- Dominikus I. Conrad (1740–1819), deutscher Zisterzienserabt
- Donat Conrad (vor 1479–nach 1524), deutscher Politiker, Dresdner Ratsherr und Bürgermeister

### E
- Earl Conrad (1912–1986), US-amerikanischer Schriftsteller und Journalist
- Elfi Conrad (* 1944), deutsche Schriftstellerin
- Elsa Conrad (1887–1963), deutsche Aktivistin der lesbischen Szene
- Emil Conrad (Schauspieler) (1857–1917), deutscher Opernsänger und Theaterdirektor
- Emil Conrad (Sammler) (1885–1967), deutscher Autor und Sammler
- Ernst Conrad (1858–1930), deutscher Richter

### F
- Fabian Conrad (* 1985), deutscher Triathlet
- Ferdinand Conrad (Jockey) (1898–1956), deutscher Pferdereiter und Jockey im Galopprennsport
- Ferdinand Conrad (Musiker) (1912–1992), deutscher Musiker und Flötist
- Frank Conrad (1874–1941), US-amerikanischer Rundfunkpionier
- Franz Conrad von Hötzendorf (1852–1925), österreichischer Feldmarschall
- Franz Conrad (Gewichtheber) (1913–1942), luxemburgischer Gewichtheber
- Franz-Josef Conrad (1944–1985), deutscher Politiker (CDU), MdB
- Frederick Conrad (1759–1827), US-amerikanischer Politiker
- Friedrich Conrad (1640–1692), deutscher Kaufmann und Ratsherr
- Fritz Conrad (1883–1944), deutscher Konteradmiral
- Frowin Conrad (Plazidus Conrad; 1833–1923), Schweizer Priester, Benediktiner und Abt

### G
- Gabriele Conrad (* 1952), deutsche Filmregisseurin und Kulturredakteurin
- Georg Friedrich Conrad (vor 1803–nach 1822), königlich bayerischer Jurist und Regierungsbeamter
- Gerhard Conrad (Offizier) (1895–1982), deutscher Generalleutnant
- Gerhard Conrad (Agent) (* 1954), deutscher Islamwissenschaftler und Mitarbeiter des BND
- Gertrud Conrad (1903–1984), österreichische Bildhauerin
- Gianin Conrad (* 1979), Schweizer bildender Künstler
- Gisela Conrad (* 1944), deutsche Malerin und Grafikerin
- Gustav Adolph Conrad (1841–1903), Begründer der siebenbürgischen Forstwissenschaft

### H
- Hans Conrad (Ingenieur) (1887–1961), deutsch-schweizerischer Ingenieur und Archäologe
- Hans Conrad (Polizist) (Hans W. Conrad), deutscher Sicherheitspolizist
- Hans-Erich Schröder-Conrad (* 1948), deutscher Musiker, Musikpädagoge und Komponist
- Hans G. Conrad (1926–2003), Schweizer Fotograf und Gestalter
- Hans-Werner Conrad (1941–2023), deutscher Medienmanager
- Harald Conrad (* 1966), deutscher Volkswirt und Japanforscher
- Hedwig Conrad-Martius (1888–1966), deutsche Philosophin
- Heinrich Conrad (1866–1918), deutscher Schriftsteller und Übersetzer
- Heinrich Conrad (Heimatforscher) (1888–1969), deutscher Lehrer und Heimatforscher
- Heinrich Conrad (Politiker) (1888–1941), memelländischer Politiker
- Herbert von Conrad (1880–1946), deutscher Verwaltungsbeamter und Rittergutsbesitzer
- Herbert Conrad (1923–1985), deutscher Unternehmer
- Hermann Conrad (Politiker) (1814–1885), deutscher Rittergutsbesitzer und Politiker
- Hermann Conrad (Museumsgründer) (1889–1959), deutscher Heimatforscher
- Hermann Conrad (Rechtshistoriker) (1904–1972), deutscher Rechtshistoriker
- Hildegard Conrad (1916–2003), deutsche Filmeditorin der DEFA
- Holmes Conrad (1840–1915), US-amerikanischer Jurist

### I
- Ignatius Conrad (Nikolaus Conrad; 1846–1926), Schweizer Priester, Benediktiner und Abt

### J
- Jan-Friedrich Conrad (* 1964), deutscher Komponist, Publizist und Heilpraktiker
- Janet Conrad (* 1963), US-amerikanische Physikerin
- Jimmy Conrad (* 1977), US-amerikanischer Fußballspieler
- Jo Conrad (Johannes Conrad; * 1958), deutscher Autor
- Joachim Conrad (Theologe, 1935) (Joachim Gerhard Conrad; * 1935), deutscher Theologe und Hochschullehrer
- Joachim Conrad (Theologe, 1961) (* 1961), deutscher Pfarrer, Theologe und Hochschullehrer
- Johannes Conrad, bekannt als Jan Conny, westafrikanischer Händler und Kriegsherr
- Johannes Conrad (Nationalökonom) (1839–1915), deutscher Nationalökonom
- Johannes Conrad (Pfarrer) (1871–1957), deutscher Pfarrer und Komponist
- Johannes Conrad (General) (1888–1967), deutscher Generalrichter der Wehrmacht
- Johannes Conrad (Satiriker) (1929–2005), deutscher Schriftsteller und Satiriker
- John Conrad (1855–1928), US-amerikanischer Unternehmer, Gründer von Conrad (Yukon)
- Joseph von Conrad (1756–1788), ungarischer Mediziner
- Joseph Conrad (1857–1924), britisch-polnischer Schriftsteller

### K
- Karl Conrad (* um 1938), deutscher Ingenieur und Heimatforscher
- Kent Conrad (* 1948), US-amerikanischer Politiker
- Kevin Conrad (* 1990), deutscher Fußballspieler
- Klaus Conrad (Mediziner) (1905–1961), deutscher Neurologe und Psychiater
- Klaus Conrad (Historiker) (1930–2002), deutscher Historiker
- Klaus Conrad, Pseudonym von Klaus Conrad Haugk (* 1932), deutscher Architekt und Schriftsteller
- Klaus Conrad (Unternehmer) (* 1936), deutscher Unternehmer
- Klaus Conrad (Wirtschaftswissenschaftler) (1940–2015), deutscher Wirtschaftsmathematiker und Volkswirt
- Kurt Conrad (Politiker) (1911–1982), deutscher Politiker (SPD)
- Kurt Conrad (Museumsleiter) (1919–1994), österreichischer Volkskundler und Museumsleiter

### L
- Lars Conrad (* 1976), deutscher Schwimmer
- Lauren Conrad (* 1986), US-amerikanische Schauspielerin
- Lawrence I. Conrad (* 1949), britischer Islamwissenschaftler
- Levin Conrad (* 1998), Schweizer Unihockeyspieler

### M
- Mads Conrad-Petersen (* 1988), dänischer Badmintonspieler
- Marc Conrad (* 1960), luxemburgischer Filmproduzent und Medienmanager
- Marcus Conrad (* 1970), deutscher Biologe
- Margit Conrad (* 1952), deutsche Politikerin (SPD)
- Margrit Conrad (1918–2005), Schweizer Sängerin (Alt)
- Marie Conrad-Ramlo (1850–1921), deutsche Theaterschauspielerin und Schriftstellerin
- Markus Conrad (* 1973), deutscher Politiker (CDU)
- Mattli Conrad (1745–1832), Schweizer reformierter Pfarrer, Romanist und Rätoromonanist
- Maurice Conrad (* 2000), deutscher Klimaschutz-Aktivist und Politiker
- Max Conrad (Chemiker) (1848–1920), deutscher Chemiker
- Max Conrad (Musiker) (1872–1963), Schweizer Musiker
- Max Conrad (Pilot) (1903–1979), US-amerikanischer Pilot
- Michael Conrad (1925–1983), US-amerikanischer Schauspieler
- Michael Conrad (Werber) (* 1944), deutscher Werber
- Michael Conrad von Heydendorff der Ältere (1730–1821), siebenbürgischer Chronist, Historiker und Politiker
- Michael Conrad von Heydendorff der Jüngere (1769–1857), siebenbürgischer Archivar und Politiker
- Michael Georg Conrad (1846–1927), deutscher Schriftsteller
- Michael J. Conrad (1933–2023), US-amerikanischer Offizier
- Michaela Conrad (* 1968/1971), deutsche Schauspielerin

### N
- Nils Conrad (Unihockeyspieler) (* 1994), Schweizer Unihockeyspieler
- Nils Conrad (* 2001), deutscher Handballspieler

### O
- Oliver Conrad (* 1962), Designer
- Otto Conrad (Ökonom) (1876–1943), österreichischer Nationalökonom
- Otto Conrad (Fotograf) (1890–1968), deutscher Lehrer, Fotograf und Heimatforscher
- Otto Conrad (Heimatforscher) (1901–1988), deutscher Lehrer und Heimatforscher

### P
- Paul Conrad (1924–2010), US-amerikanischer Karikaturist
- Paul Conrad (Theologe) (1865–1927), deutscher evangelischer Theologe
- Paula Conrad (Paula Conrad-Schlenther; 1860–1938), österreichische Theaterschauspielerin
- Pete Conrad (Charles „Pete“ Conrad, Jr.; 1930–1999), US-amerikanischer Astronaut
- Peter Conrad (Theologe) (1745–1816), deutscher katholischer Theologe
- Peter Conrad (1850–1914), Schweizer Politiker
- Peter Conrad (Soziologe) (1945–2024), US-amerikanischer Soziologe
- Peter Conrad (Literaturwissenschaftler) (* 1948), australischer Anglist
- Peter Conrad (Managementforscher), deutscher Professor für Personalwesen
- Peter-Uwe Conrad (1938–2025), deutscher Politiker (CDU)

### R
- R. W. Conrad (1872–1931), österreichischer Journalist, Schriftsteller und Fabrikant, siehe Albert Ritter (Schriftsteller)
- Rainer Conrad (1940–2013), deutscher Jurist
- Ralf Conrad (* 1949), deutscher Mikrobiologe
- Ralph Conrad (* 1956), deutscher Fußballspieler und -trainer
- Reinaldo Conrad (* 1942), brasilianischer Segler
- Robert Conrad (Schauspieler) (1935–2020), US-amerikanischer Schauspieler
- Robert Conrad (Fotograf) (1962–2023), deutscher Fotograf
- Robert Dexter Conrad (1905–1949), US-amerikanischer Marineoffizier
- Robert E. Conrad (1926–1951), deutscher Schriftsteller und Maler, siehe Robert E. Konrad
- Rolf Conrad (* 1953), deutscher Fußballspieler
- Rudi Conrad (Slawist) (1934–2000), deutscher Slawist, Sprachwissenschaftler und Hochschullehrer
- Rudi Conrad (Fußballspieler) (1936–2023), deutscher Fußballspieler
- Rudolf Conrad (Unternehmer) (1910–nach 1978), deutscher Fabrikant und Unternehmer
- Rudolf Conrad (Agraringenieur) (1910/1911–1970), Schweizer Agraringenieur
- Ruth Conrad (* 1968), deutsche evangelische Theologin

### S
- Sam Conrad (* 1983), australischer Ruderer
- Samuel Conrad von Heydendorff (1647–1727), siebenbürgischer Verwaltungsbeamter
- Sarah Conrad (* 1985), kanadische Snowboarderin
- Scott Conrad (* um 1944), US-amerikanischer Filmeditor
- Sebastian Conrad (* 1966), deutscher Historiker
- Silas A. Conrad (1840–1913), US-amerikanischer Politiker
- Steve Conrad (* 1968), US-amerikanischer Drehbuchautor, Filmproduzent und Regisseur
- Susanne Conrad (* 1958), deutsche Journalistin und Fernsehmoderatorin
- Sven Leo Conrad (* 1972), deutscher römisch-katholischer Priester, Mitglied der Priesterbruderschaft St. Petrus

### T
- Thaddäus Conrad (1826–1895), Gutsbesitzer und Mitglied des Deutschen Reichstags
- Theodor Conrad (Philosoph) (1881–1969), deutscher Philosoph und Phänomenologe
- Theodor Hugo Conrad (1886–1960), deutscher Gewerkschafter und Politiker, Mitglied des Kurhessischen Kommunallandtags
- Thomas Conrad von Baldenstein (1784–1878), Schweizer Naturforscher
- Tim Conrad (* 1951), australischer Ruderer
- Timothy Abbott Conrad (1803–1877), US-amerikanischer Zoologe und Paläontologe
- Tony Conrad (1940–2016), US-amerikanischer Film- und Videokünstler und Musiker

### V
- Victor Conrad (1876–1962), österreichischer Klimatologe und Geophysiker

### W
- Walter Conrad (Politiker, 1892) (1892–1970), deutscher Politiker (FDP)
- Walter Conrad (Politiker, 1921) (* 1921), deutscher Politiker und Gewerkschafter (FDGB), MdV
- Walter Conrad (Schriftsteller) (1922–2006), deutscher Schriftsteller, Fachbuchautor und Erzähler
- Walter Conrad-Eybesfeld (1888–1967), österreichischer Diplomat
- Wilhelm Conrad (Bankier) (1822–1899), deutscher Bankier
- Wilhelm Conrad (Musiker)  (1842–um 1920), deutscher Zitherspieler, Gitarrist, Musikpädagoge, Gambist, Sänger, Komponist
- Wilhelm Conrad (Politiker) (1911–1971), deutscher Politiker (SPD)
- Willi Conrad (1923–2012), deutscher Fußballspieler und Journalist
- William Conrad (1920–1994), US-amerikanischer Schauspieler
- Wolfgang Conrad (* 1949), deutscher Germanist, Literaturwissenschaftler und Hochschullehrer